# Années 1300
Les années 1300 couvrent la période de 1300 à 1309.

## Évènements
- 1298-1312 : royaume de Myinsaing en Birmanie[1].
- 1299-1303 : une nouvelle campagne des Mongols de Perse en Syrie est arrêtée par les Mamelouks d'Égypte à la bataille de Marj as-Suffar[2].

- 1300-1450 : quatrième période Pueblo[3]. Disparition brutale de la construction Pueblo en Amérique du Nord.
- Vers 1300 : la ville de Cholula au Mexique retrouve une place prédominante sous l'administration des Mixtèques[4].
- 1307-1311 : les musulmans du sultanat de Delhi soumettent le Dekkan et le Sud de l’Inde jusqu’au royaume de Pândya. Sans annexer leurs territoires, le sultan contraint les souverains du Sud à lui payer un tribut annuel[5].

### Europe

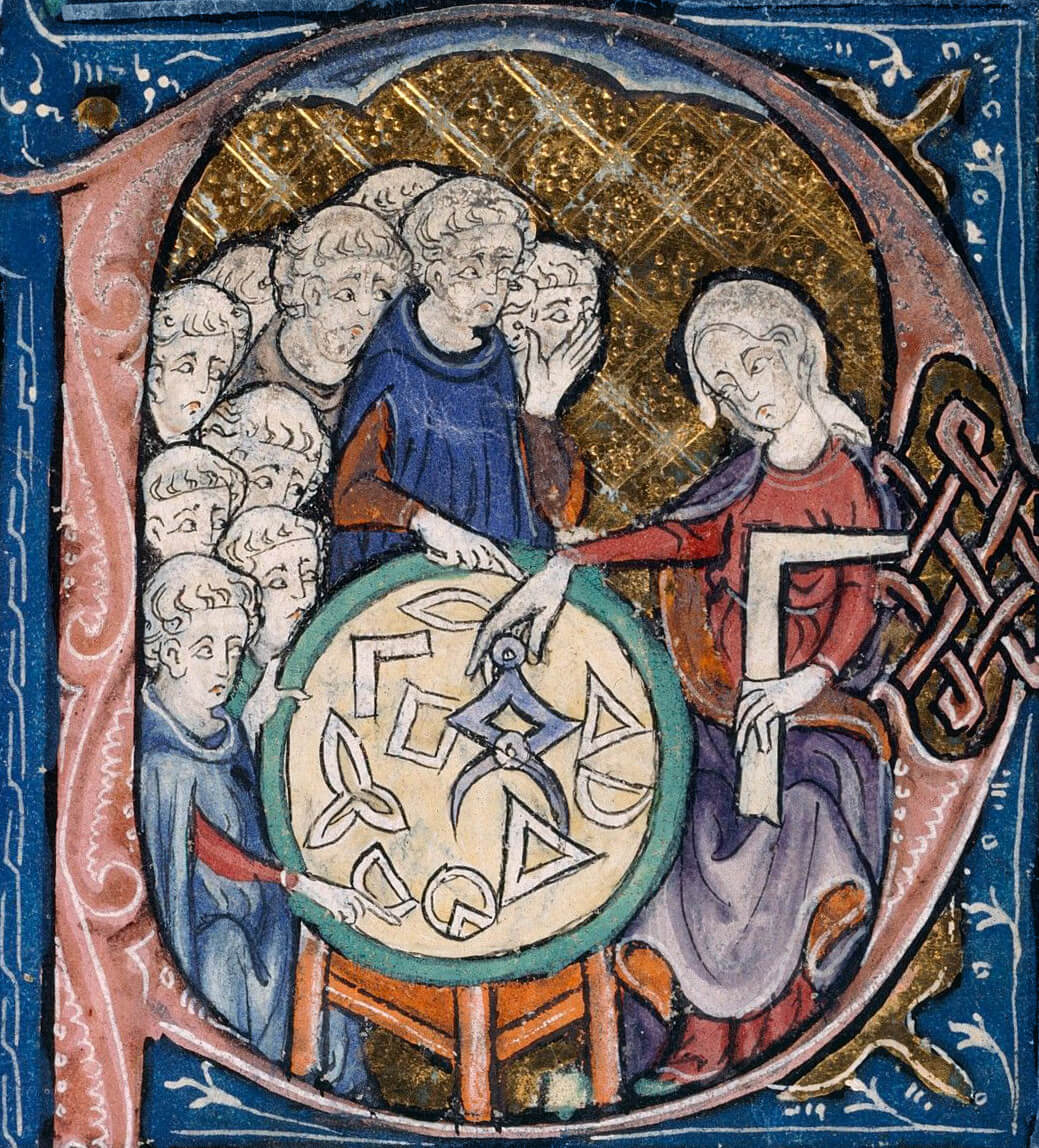
Enluminure montrant une femme enseignant la géométrie dans les années 1300.

- 1296-1328 : première guerre d’indépendance de l'Écosse[6].
- 1301 : Charles de Valois est chargé par le pape de pacifier la Toscane déchirée par les luttes entre les factions de Guelfes blancs et noirs[7].
- 1301-1309 : luttes pour la succession en Hongrie à la mort du dernier des Árpád André III[8].
- 1302-1303 et 1304-1307 : Duns Scot donne des cours sur les Sentences, manuel pour l’enseignement de la théologie de l’Italien Pierre Lombard à Oxford puis à Paris. En octobre 1307 il est envoyé à Cologne où il enseigne jusqu’à sa mort, le 8 novembre 1308[9].
- 1302-1305 : guerre en Flandre. Bataille de Courtrai (1302). Bataille de Zierikzee. Bataille de Mons-en-Pévèle (1304). Traité d'Athis-sur-Orge[10].
- 1303 : conflit entre le roi de France Philippe le Bel et le pape Boniface VIII. Attentat d'Anagni[10]. Début de la papauté d'Avignon (1309-1376)[11].
- 1307 : arrestation et procès des Templiers en France[10].
- 1308 : « vengeance catalane » ; les Almogavres basés à Gallipoli ravagent l'empire byzantin après l'assassinat de leur chef Roger de Flor en 1305[12].

- Il est probable que le doyen de la faculté de médecine de Montpellier est le Juif séfarade Profat[13].
- Dans les années 1300, les Juifs Salomon Al-Constantini et Bonsenyor, ambassadeur à Alexandrie, sont traducteurs officiels en Aragon, Haïm Muddar de Murcie, en Castille[13].

## Personnages significatifs
- Alâ ud-Dîn Khaljî - Albert Ier du Saint-Empire - Andronic II Paléologue - Arthur II de Bretagne - Berenguer d'Entença - Boniface VIII - Charles de Valois - Charles II d'Anjou - Charles Robert de Hongrie - Clément V - Dante Alighieri - Djeper - Douwa- John Duns Scot - Édouard II d'Angleterre - Bernard Gui - Henri de Goritz - Henri VII du Saint-Empire - Isabelle de France - Jacques II d'Aragon - Jacques de Molay - Külüg Khan - Ladislas Ier de Pologne - Mahaut d'Artois - Mathieu Ier Visconti - Michel III le Saint Vladimirski - Guillaume de Nogaret - Jean de Montecorvino - Robert Ier d’Écosse - Roger de Flor - Robert Ier de Naples - Philippe IV de France - Rodolphe Ier de Bohême - Bernard Saisset - Témur Khan - Venceslas II de Bohême - Venceslas III de Bohême - William Wallace - Zhu Shijie